# SN 2010cb
SN 2010cb – supernowa odkryta 21 marca 2010 roku w galaktyce A122447+3206. W momencie odkrycia miała maksymalną jasność 18,40m.